# Rise (Instrumental)
Rise ist ein Disco-Funk-Instrumental von Herb Alpert aus dem Jahr 1979, das von Andy Armer und Randy Alpert komponiert wurde. Es erschien auf dem gleichnamigen Album auf Alperts eigenen Label A&M Records. Für die Produktion sind Randy und Herb Alpert verantwortlich. Die Single hat eine Spielzeit von 3:50 Minuten, die Album-Version 7:40.

## Geschichte
Ursprünglich war Rise als Uptempo-Dance-Nummer geplant und wurde auch so aufgenommen, doch später schlug der Schlagzeuger Steve Schaefer den Produzenten Randy und Herb Alpert vor, die Beats auf 100 bpm zu verlangsamen. Nach der Veröffentlichung am 20. Juli 1979, kam der Erfolg sehr schnell zustande: Platz 1 in den Billboard Hot 100 und die zeitgleiche Verwendung in der Serie General Hospital, später hörte man es auch in einer Episode von American Horror Story: 1984. Bei den Grammy Awards 1980 wurde das Instrumental in der Kategorie Beste Instrumentaldarbietung – Pop ausgezeichnet.
Der Titel diente als Sample-Grundlage des Rap-Hits Hypnotize von The Notorious B.I.G. von 1997.

## Musiker
- Herb Alpert – Trompete
- Tim May – Gitarre
- Chris Pinnick – Gitarre
- Abe Laboriel – Bass
- Mike Lang – Klavier
- Andy Armer – Fender Rhodes Elektropiano
- Julius Wechter – Marimba
- Steve Schaeffer – Schlagzeug

## Coverversionen
- 1979: James Last
- 1997: The Notorious B.I.G. (Hypnotize)
- 2002: Blue (Fly By II)